# Edred John Henry Corner
Edred John Henry Corner (Londres, 12 janvier 1906 - Cambridge, 14 septembre 1996) est un botaniste anglais.